# Ricardo Caminos
Ricardo Augusto Caminos (c. 1916 - 28 de mayo de 1992) fue un egiptólogo argentino especializado en epigrafía y paleografía. Caminos era natural de Buenos Aires. Desde niño le fascinó la historia antigua, y obtuvo su licenciatura en 1938 por la Universidad de Buenos Aires. Después de doctorarse por las universidades de Oxford y Chicago, participó en numerosas excavaciones en Sudán y Egipto, algunas de ellas relacionadas con la construcción de la presa de Asuán. En 1952 fue contratado por la Universidad Brown; de cuyo departamento de egiptología se convirtió en director en 1972. Se jubiló en 1980 y se trasladó a Londres donde continuó investigando en la Egypt Exploration Society.

## Trabajos
- Late-Egyptian miscellanies. Londres: Oxford University Press. 1954.
- Literary fragments in the hieratic script. Oxford: Griffith Institute. 1956.
- The chronicle of Prince Osorkon. Rome: Pontificium Institutum Biblicum. 1958.
- Gebel es-Silsilah. Londres: Egypt Exploration Society. 1963. (with  T. G. H. James)
- The shrines and rock-inscriptions of Ibrim. Londres: Egypt Exploration Society. 1968.
- The new-kingdom temples of Buhen. Londres: Egypt Exploration Society. 1974.
- Ancient Egyptian epigraphy and palaeography. Nueva York: Metropolitan Museum of Art. 1976.
- A tale of woe. Oxford: Griffith Institute. 1977. ISBN 978-0900416095.